# محصن المخاط
مُحصن المُخاط أو حامي المُخاط (بالإنجليزية: Mucoprotective)‏ هي أدوية صيدلانية أو عُشبية تعمل على حماية الغشاء المُخاطي للأنسجة، وهي تَشمل بَعض المُلطفات.